# 市民大道 (臺中市)
市民大道是臺灣臺中市境內的主要道路之一，全路段位於太平區及東區境內，呈南北向，北連樹德路（通車起點），南接祥順路。

## 行經行政區域
- 太平區
- 東區

## 沿線設施
（由南到北）
一段
祥順路一段
- 溪洲仔福德祠
- 臺中市太平區宜欣國民小學
- 賢德醫院
- 宜昌兒童公園
- 宜昌福德祠
- 宜平兒童公園

 太平交流道
- 馬卡龍公園
- 玄武財神廟

中山路四段
- 新光兒童公園

樹德路
二段（尚未興建）
- 台灣楓康超市太平店

旱溪東路二段（計畫起點）